# Boszút
Bázatő avagy Boszút (szerbül Босут / Bosut) falu Szerbiában, a Vajdaságban, a Szerémségi körzetben, Szávaszentdemeter községben.

## Földrajz

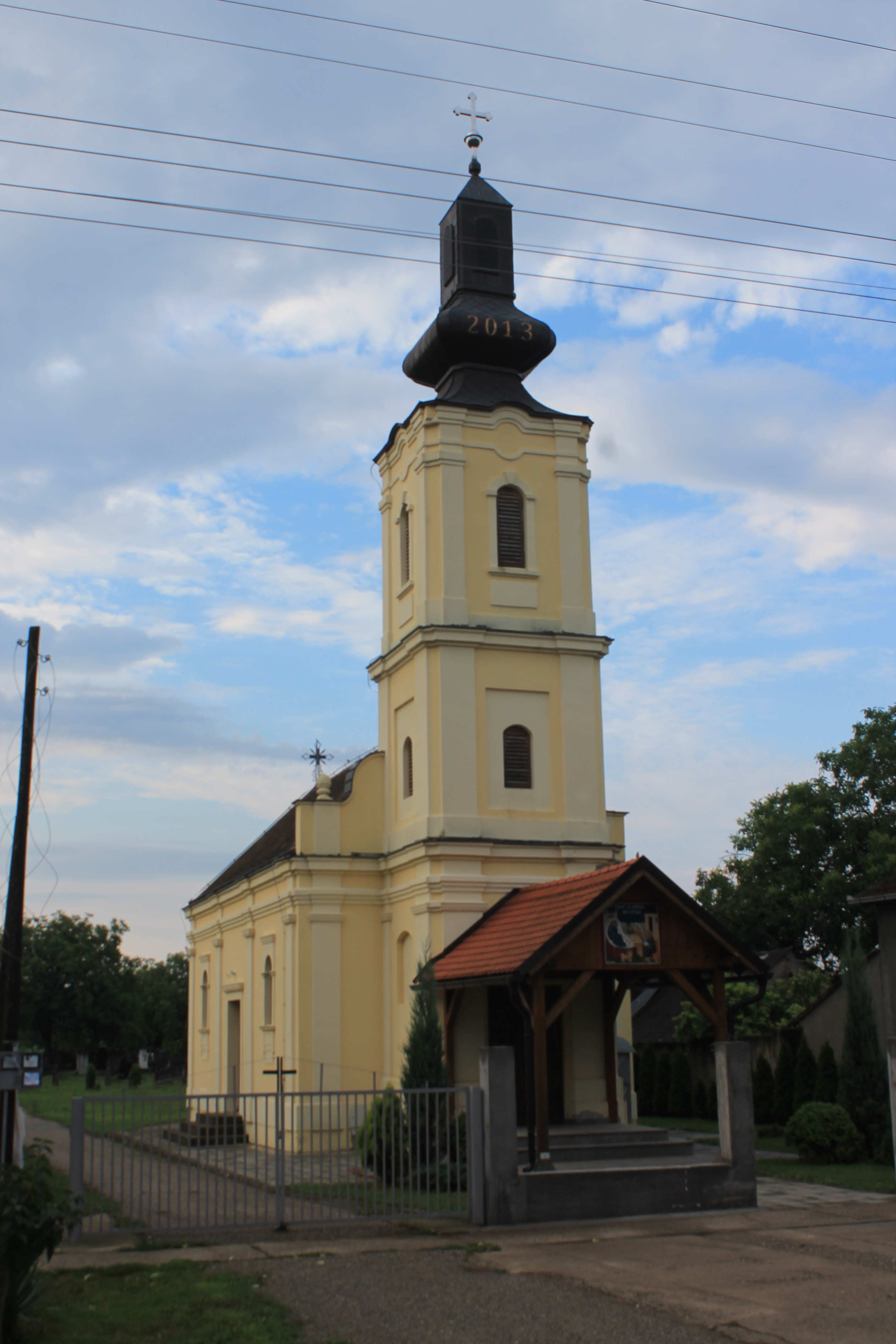
Keresztelő Szent János születése-templom

A Szerémség déli részén, az Alsó-Száva-síkságon, a Száva bal partján található. A falutól északra torkollik a Báza a Szávába.

## Népessége
- 1910-ben 2 166 lakosa volt. Ezek között volt: 1874 szerb (86,5%), 208 horvát (9,6%), 35 magyar (1,6%), 18 német, 6 tót és 25 egyéb.
- 1948-ban 689 lakosa volt.
- 1953-ban 823 lakosa volt.
- 1961-ben 1 094 lakosa volt.
- 1971-ben 1 284 lakosa volt.
- 1981-ben 1 311 lakosa volt.
- 1991-ben 1 149 lakosa volt. Ezek között volt: 1 094 szerb (95,2%), 29 jugoszláv, 8 horvát, 4 macedón, 2 magyar (0,2%), 2 román, 1 ruszin, 1 szlovák és 8 ismeretlen.
- 2002-ben 1 139 lakosa volt. Ezek között volt: 952 szerb (83,6%), 4 horvát, 2 jugoszláv, 2 magyar (0,2%), 1 macedón, 1 ruszin és 177 ismeretlen (15,5%).